# Psalm 147
Psalm 147 – jeden z psalmów dydaktycznych zgromadzonych w biblijnej Księdze Psalmów. 
Jego numer przyjęty został za Biblią hebrajską; Septuaginta i Wulgata nadają mu numer 146 (do wersetu 11) i 147.

## Gatunek literacki i okoliczności powstania
Psalm 147 jest hymnem pochwalnym, w którym obok pochwał Jahwe znajdują się także pouczenia i przestrogi. Jest to drugi z pięciu hymnów, tzw. małego Hallelu, które tworzą zakończenie Księgi Psalmów.
Przyjmuje się, że psalm powstał po okresie niewoli babilońskiej. Takie jest też zdanie tradycji żydowskiej, którą przechowała Septuaginta, czyli Biblia grecka. 